# Crimla
Crimla – miejscowość i gmina w Niemczech, w kraju związkowym Turyngia, w powiecie Greiz.
Niektóre zadania administracyjne gminy realizowane są przez miasto Weida, które pełni rolę "gminy realizującej" (niem. "erfüllende Gemeinde").